# Капітанська дочка (фільм, 1978)
«Капітанська дочка» — радянський телефільм-спектакль 1978 року режисера Павла Резнікова за однойменною повістю О. С. Пушкіна.

## Сюжет
Молодий дворянин Петро Гриньов направляється на службу в Бєлогорську фортецю. У гарнізоні він закохується в дочку капітана Миронова Машу і б'ється через неї на дуелі з офіцером Швабріним. Почуття Маші взаємне, але батьки Гриньова проти шлюбу свого сина. Після захоплення фортеці Омелян Пугачов розправляється з капітаном Мироновим і його дружиною, Маші вдається врятуватися. Гриньову залишене життя, тому що свого часу він по-людськи поставився до ватажка повстання. Швабрін, що відчуває до Гриньова ненависть, доносить на юнака після розгрому бунту, і того заарештовують за державну зраду. Маша просить імператрицю помилувати коханого.

## У ролях
- Олександр Кутєпов — текст від автора
- Олександр Абдулов —  Петро Гриньов
- Олена Проклова —  Маша
- Володимир Самойлов —  Омелян Пугачов
- Борис Телегін —  Іван Кузьмич
- Євгенія Ханаєва —  Василиса Єгорівна
- Леонід Філатов —  Швабрін
- Лев Дуров —  Савельїч
- Євген Веліхов —  батько Гриньова
- Марія Андріанова —  мати Гриньова
- Юрій Катін-Ярцев —  Іван Гнатович
- Андрій Мартинов —  Максимович
- Сергій Ляхницький —  Хлопуша, Афанасій Соколов
- Григорій Лямпе —  обер-секретар
- Єлизавета Нікіщихіна —  Палажка
- Наталія Гундарєва —  Катерина II
- Костянтин Михайлов —  генерал
- Борис Новиков — епізод
- Костянтин Агєєв — епізод
- Юрій Багінян —  чиновник на раді у генерала (немає в титрах)
- Ігор Кашинцев —  чиновник на раді у генерала (немає в титрах)

## Знімальна група
- Режисер: Павло Резніков
- Автор сценарію: Павло Резніков
- Оператор: Владислав Єфімов
- Композитор:  Альфред Шнітке
- Художник: Володимир Ликов
- Монтаж: Л. Печієва